# Acalolepta fulvoscutellata
Acalolepta  es una especie de escarabajo longicornio del género Acalolepta, tribu Monochamini, subfamilia Lamiinae. Fue descrita científicamente por Breuning en 1935.
Se distribuye por Indonesia y Malasia. Mide aproximadamente 21-28 milímetros de longitud. El período de vuelo de esta especie ocurre en los meses de febrero, marzo, septiembre, octubre y noviembre.